# 엄민영
엄민영(嚴敏永, 일본식 이름: 雉山敏夫, 1915년 2월 4일~1969년 12월 10일)은 일제강점기와 대한민국의 관료 겸 정치인이다.

## 생애
경상북도 경산에서 출생한 그는 1939년에 일본 규슈 제국대학 법문학부를 졸업하였고, 고등문관시험 행정과에 합격하여 조선총독부 관리가 되었다. 일제 강점기 말기에 전라북도 임실군과 무주군의 군수를 지냈다.
태평양 전쟁 종전 후 전라북도 농상부장과 전라남도 농림국장을 거쳤다. 이후 학계로 진출해 대구대학교 교수와 서울대학교 법과대학 교수를 지냈고, 1957년에는 제2대 경희대학교 법대 학장이 되었다.
4·19 혁명으로 제1공화국이 붕괴된 뒤 민주당 소속으로 참의원에 당선되어 국회의원이 되었다. 이듬해 5·16 군사정변이 일어나자 김도연이 주도한 자유민주당에 합류했다.
그러나 자유민주당에서 민주계 중심의 내분이 일어나면서 소선규와 충돌한 끝에, 자신의 계파를 이끌고 5·16 군사정변 세력이 창당한 민주공화당으로 이동하였다. 박정희는 엄민영을 국가재건최고회의 의장 고문으로 발탁한 뒤 중용하였다. 제3공화국에서 두 차례 내무부장관을 지냈고, 1967년 9월 16일, 주 일본 대사에 임명되어 재직하던 중 사망했다.
2008년 공개된 친일인명사전 수록예정자 명단 중 관료 분야에 선정되었다.